# Scylaticus entrichus
Scylaticus entrichus là một loài ruồi trong họ Asilidae. Scylaticus entrichus được Londt miêu tả năm 1992. Loài này phân bố ở vùng nhiệt đới châu Phi.